# Liga de Béisbol Profesional de la República Dominicana 2000-01
La temporada de la Liga Dominicana de Béisbol Profesional 2000-2001 fue la 47.ª edición de este campeonato, marcando el regreso a la contienda por parte de los Azucareros del Este, que recesaron por 2 temporadas debido a los daños causados a su estadio Francisco Micheli con el paso del Huracán Georges a finales de 1998. La temporada regular comenzó en octubre de 2000 y finalizó en diciembre de 2000. El Todos contra Todos o Round Robin inició a finales de diciembre de 2000 y finalizó en enero de 2001. La Serie Final se llevó a cabo, iniciando y concluyendo en el mismo mes de enero de 2001, cuando las Águilas Cibaeñas se coronaron campeones de la liga sobre los Leones del Escogido.